# Trochozoa
Clade
Les Trochozoaires sont un clade de Lophotrochozoaires rassemblant les Némertes, les Annélides, les Phoronozoaires (Brachiopodes et Phoronides) et les Mollusques. Ils forment le groupe frère du clade Plathelminthes+Polyzoaires. Ils partagent la particularité de posséder une larve trochophore.

## Classification classique
- Clade Trochozoa
  - Clade Phoronozoa ou Brachiozoa
    - Embranchement Brachiopoda
    - Embranchement Phoronida

  - clade Eutrochozoa
    - Embranchement Nemertea
    - Embranchement Annelida
    - Embranchement Mollusca
      - Sous-embranchement Solenogastres
      - Sous-embranchement Caudofoveata
      - Sous-embranchement Eumollusca

## Développement larvaire
Les Trochozoaires possèdent la particularité de passer, au cours du stade larvaire, par une larve trochophore, soit littéralement "en forme de toupie" (stades D, E, F et G).

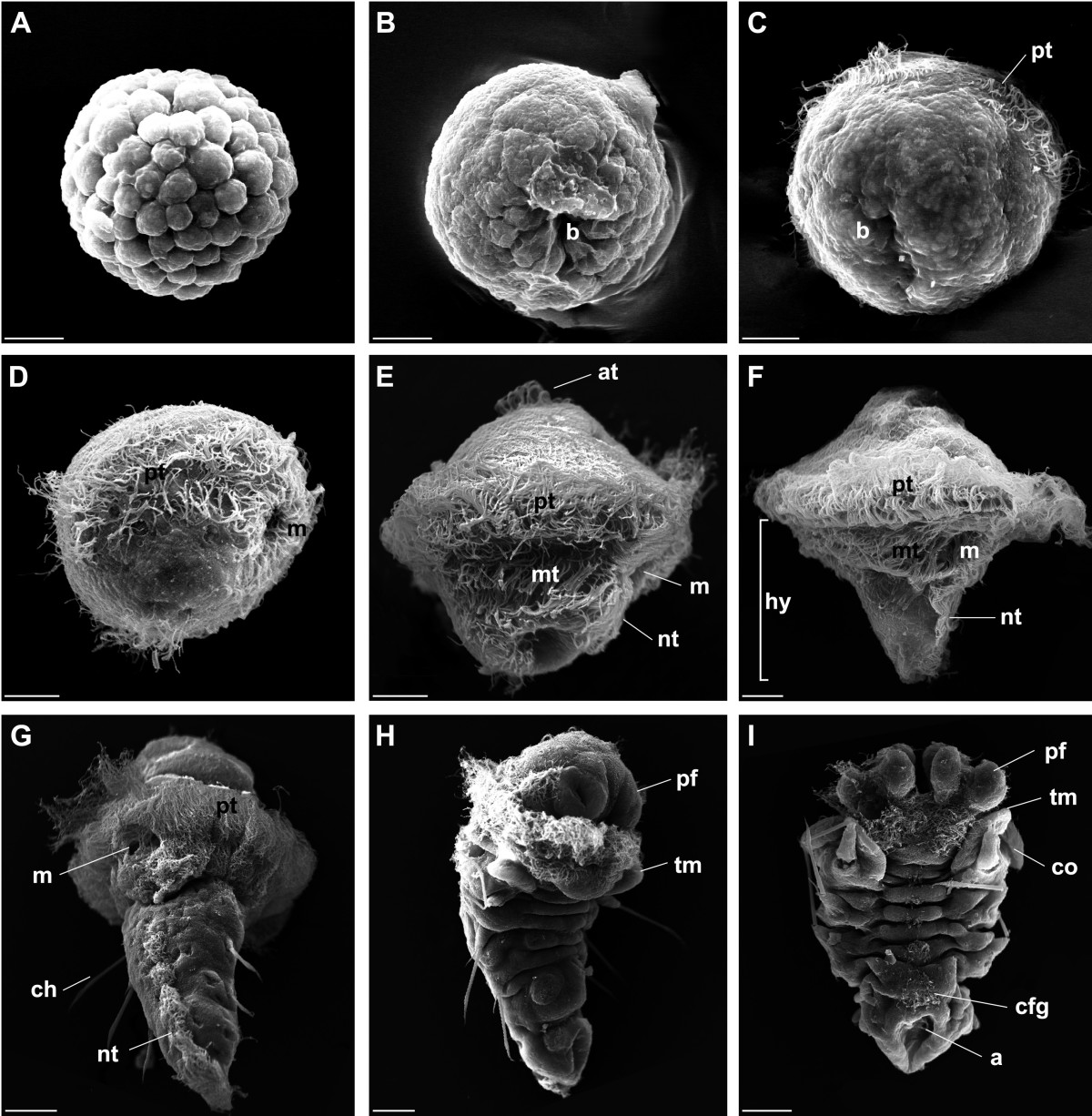
Stades de développement larvaire chez Pomatoceros lamarckii.

- D : larve trochophore initiale
- E : larve trochophore complète
- F : larve trochophore tardive
- G : métatrochophore